# Coppa di Lega 2012-2013 (Emirati Arabi Uniti)
La 2012–13 Etisalat Emirates Cup è la quinta edizione della coppa organizzata dal gruppo Etisalat, per i 14 team della UAE Pro-League.

## Gruppi
Le 14 squadre sono state divise in tre gruppi di cui due da cinque squadre ciascuno e uno da quattro.
| Gruppo A                                    | Gruppo B                                          | Gruppo C                                         |
| ------------------------------------------- | ------------------------------------------------- | ------------------------------------------------ |
| Al-Shaab Al-Nasr Al-Wahda Dubai Club Al-Ain | Al Dhafra Ittihad Kalba Al-Wasl Baniyas Al-Jazira | Dibba Al-Fujairah Al-Shabab Ajman Shabab Al-Ahli |

## Fase a gironi

### Gruppo A
| Pos. | Squadra    | Pt | G | V | N | P | GF | GS | DR  |
| ---- | ---------- | -- | - | - | - | - | -- | -- | --- |
| 1.   | Al-Wahda   | 19 | 8 | 6 | 1 | 1 | 18 | 7  | +11 |
| 2.   | Al-Ain     | 18 | 8 | 5 | 3 | 0 | 13 | 5  | +8  |
| 3.   | Al-Nasr    | 9  | 8 | 2 | 3 | 3 | 13 | 10 | +3  |
| 4.   | Dubai Club | 7  | 8 | 2 | 1 | 5 | 11 | 16 | -5  |
| 5.   | Al-Shaab   | 2  | 8 | 0 | 2 | 6 | 6  | 23 | -17 |

|            | Al-Wahda | Al-Ain | Al-Nasr | Dubai Club | Al-Shaab |
| ---------- | -------- | ------ | ------- | ---------- | -------- |
| Al-Wahda ! |          | 2 – 1  | 0 – 1   | 2 – 1      | 6 – 1    |
| Al-Ain     | 0 – 0    |        | 1 – 1   | 2 – 1      | 2 – 0    |
| Al-Nasr    | 0 – 3    | 0 – 0  |         | 1 – 1      | 6 – 1    |
| Dubai Club | 2 – 3    | 2 – 4  | 0 – 2   |            | 1 – 1    |
| Al-Shaab   | 1 – 2    | 1 – 3  | 1 – 1   | 0 – 2      |          |

Fonte: Soccerway

### Gruppo B
| Pos. | Squadra       | Pt | G | V | N | P | GF | GS | DR |
| ---- | ------------- | -- | - | - | - | - | -- | -- | -- |
| 1.   | Al-Jazira     | 15 | 8 | 4 | 3 | 1 | 23 | 15 | +8 |
| 2.   | Al-Wasl       | 12 | 8 | 4 | 0 | 4 | 13 | 18 | -5 |
| 3.   | Al Dhafra     | 11 | 8 | 3 | 2 | 3 | 16 | 14 | +2 |
| 4.   | Baniyas       | 10 | 8 | 3 | 1 | 4 | 14 | 14 | 0  |
| 5.   | Ittihad Kalba | 8  | 8 | 2 | 2 | 4 | 10 | 15 | -5 |

|               | Al-Wasl | Al-Jazira | Al Dhafra | Baniyas | Ittihad Kalba |
| ------------- | ------- | --------- | --------- | ------- | ------------- |
| Al-Wasl !     |         | 1 – 5     | 0 – 4     | 1 – 0   | 0 – 1         |
| Al-Jazira     | 2 – 3   |           | 1 – 0     | 2 – 2   | 4 – 1         |
| Al Dhafra     | 3 – 2   | 4 – 4     |           | 1 – 2   | 1 – 0         |
| Baniyas       | 1 – 2   | 2 – 3     | 4 – 2     |         | 2 – 1         |
| Ittihad Kalba | 2 – 4   | 2 – 2     | 1 – 1     | 2 – 1   |               |

Fonte: Soccerway

### Gruppo C
| Pos. | Squadra           | Pt | G | V | N | P | GF | GS | DR |
| ---- | ----------------- | -- | - | - | - | - | -- | -- | -- |
| 1.   | Al-Shabab         | 14 | 6 | 4 | 2 | 0 | 12 | 5  | +7 |
| 2.   | Ajman             | 12 | 6 | 4 | 0 | 2 | 16 | 9  | +7 |
| 3.   | Shabab Al-Ahli    | 5  | 6 | 1 | 2 | 3 | 4  | 9  | -5 |
| 4.   | Dibba Al-Fujairah | 3  | 6 | 1 | 0 | 5 | 7  | 16 | -9 |

|                   | Al-Shabab | Ajman | Dibba Al-Fujairah | Shabab Al-Ahli |
| ----------------- | --------- | ----- | ----------------- | -------------- |
| Al-Shabab !       |           | 3 – 2 | 2 – 1             | 1 – 1          |
| Ajman             | 1 – 3     |       | 6 – 1             | 2 – 0          |
| Dibba Al-Fujairah | 0 – 3     | 1 – 3 |                   | 3 – 0          |
| Shabab Al-Ahli    | 0 – 0     | 1 – 2 | 2 – 1             | –              |

Fonte: Soccerway

## Fase Finale
|  | Semifinali | Semifinali | Semifinali |           |       | Finale | Finale | Finale |  |
|  |            |            |            |           |       |        |        |        |  |
|  | Al-Shabab  | Al-Shabab  | 1          |           |       |        |        |        |  |
|  | Al-Shabab  | Al-Shabab  | 1          |           |       |        |        |        |  |
|  | Ajman      | Ajman      | 2          |           |       |        |        |        |  |
|  | Ajman      | Ajman      | 2          |           | Ajman | Ajman  | 2      |        |  |
|  |            |            |            |           | Ajman | Ajman  | 2      |        |  |
|  |            |            | Al-Jazira  | Al-Jazira | 1     |        |        |        |  |
|  | Al-Wahda   | Al-Wahda   | Al-Jazira  | Al-Jazira | 1     | 1      |        |        |  |
|  | Al-Wahda   | Al-Wahda   |            |           |       |        |        |        |  |
|  | Al-Jazira  | Al-Jazira  | 2          |           |       |        |        |        |  |

### Semi-Finali
| Arbitro: | Mohamed Abdulla Hassan Mohd |

|                 |           |                         |
| L. Henrique 56’ | Marcatori | 23’ Fettouhi 29’ Hassan |

| Arbitro: | Ammar Ali Abdulla Jumaa Al Junaibi |

|            |           |                           |
| Andrić 50’ | Marcatori | 5’ Delgado 90+1’ Mabkhout |

### Finale
| Arbitro: | Yaqoub Yousef Qasim Al Hammadi |

|                 |           |             |
| Sy 23’ Kaby 34’ | Marcatori | 6’ Oliveira |

| Ajman | Al Jazira |

|                        |    |                     |     |     |
|                        |    |                     |     |     |
| GK                     | 40 | Yousif Abdulla      | 89’ |     |
| DF                     | 6  | Khalaf Esmaeil      |     |     |
| DF                     | 18 | Ahmed Al Yassi      |     |     |
| DF                     | 60 | Adil Salem          |     |     |
| DF                     | 4  | Ismail Al Jasmi     | 20’ |     |
| MF                     | 10 | Fawzi Bashir        | 78’ |     |
| MF                     | 31 | Jasem Ali Mohamed   | 70’ |     |
| MF                     | 33 | Driss Fettouhi      | 81’ |     |
| MF                     | 23 | Waleed Ahmed Hassan | 89’ |     |
| FW                     | 28 | Boris Kabi (c)      |     |     |
| FW                     | 11 | Founéké Sy 83’      |     |     |
| Sostituzioni:          |    |                     |     |     |
| MF                     | 19 | Saeed Al Kas        |     | 70’ |
| FW                     | 9  | Abdullah Abdulqader |     | 89’ |
| Manager:               |    |                     |     |     |
| Abdul Alwab Abdulkadir |    |                     |     |     |

|               |    |                     |       |     |
|               |    |                     |       |     |
| GK            | 55 | Ali Khasif          |       |     |
| DF            | 8  | Abdullah Qasem      |       |     |
| DF            | 26 | Salem Masoud Rashid | 90+4’ |     |
| DF            | 5  | Sami Rubaiya        |       |     |
| DF            | 18 | Abdulla Al Bloushi  | 81’   |     |
| MF            | 77 | Sultan Bargash      | 46’   | 63’ |
| MF            | 20 | Shin Hyung-Min      |       |     |
| MF            | 24 | Subait Khater (c)   | 56’   |     |
| MF            | 22 | Matías Delgado      | 71’   |     |
| FW            | 9  | Ali Mabkhout        |       |     |
| FW            | 99 | Ricardo Oliveira    |       |     |
| Sostituzioni: |    |                     |       |     |
| MF            | 10 | Ibrahim Diaky       |       | 56’ |
| MF            | 25 | Khamis Esmaeel      |       | 63’ |
| FW            | 12 | Fernandinho         |       | 71’ |
| Manager:      |    |                     |       |     |
| Luis Milla    |    |                     |       |     |

| campioni Etisalat Emirates Cup 2012–13 |
| -------------------------------------- |
| Ajman Club (1º titolo)                 |